# Мнение
Мне́ние — понятие о чём-либо, убеждение, суждение, умозаключение, вывод, точка зрения по теме, в которой невозможно достичь полной объективности, основанное на интерпретации фактов или эмоциональном отношении к ним.
В повседневном употреблении мнение — это точка зрения человека, группы людей и общества по тому или иному вопросу или проблеме. В частности, мнение общества выделяется в отдельную категорию — общественное мнение, которое является предметом изучения социологии, психологии, философии и культурологии.

## Философия
В античной философии мнение (др.-греч. δόξα [doxa]) — субъективное представление, противоположное истине. Мнение в сравнении с истиной не обладает достоверностью. В конце VI — первой половине V веков до н.э. элеаты — представители древнегреческой философской школы раннего периода, истину, построенную на рациональном познании, противопоставляли мнению, которое основано на чувственном опыте. Далее, для атомистов мнение являлось результатом возникающих у человека образов. Атомисты истиной считали существование только атомов и пустоты, тогда как мнение представляло собой чувственно воспринимаемые явления. С точки зрения софистов, границ между мнением и истиной не существовало. Крылатое выражение софистов «что кому как кажется, так оно и есть» во многом отражает их представления о мнении и истине. Такой подход приводил к крайнему релятивизму и субъективизму.
Древнегреческий философ Платон классифицируя мнение на догадку и доверие, видел в них чувственную природу, в отличие от знаний, которые имели духовную сущность. После, его ученик Аристотель определял мнение как эмпирический метод познания. Он считал, что предметное содержание мнения является случайным и единичным и поэтому может изменяться до ложного. В отличие от мнения, предметом научного знания являлось необходимое и всеобщее.
атомист

## История
Мнение не подлежит фактологической проверке в отличие от факта, который может быть проверен и, в результате проверки, подтверждён или опровергнут. Мнение может быть основано на фактах и тогда оно является аргументом (доводом). Разные люди могут на основании одних и тех же фактов иметь разные (вплоть до диаметрально противоположных) мнения. В отличие от фактов, которые являются неизменными, мнения могут изменяться под влиянием дополнительных аргументов. Анализируя аргументы можно прийти к выводу, что одно из мнений лучше опирается на факты, чем альтернативное.
Причинно-следственная связь, которая приводит к формулированию мнения, включает в себя эмоции, которые человек испытывает, его чувства, верования, его точку зрения, понимание и желания. Мнение в отличие от знания может основываться на неподтверждённой, неправильной или ложной информации.